# Sud-Bandama

Localisation de la province

Le Sud-Bandama est l'ancien nom d'une région du sud de la Côte d’Ivoire, en Afrique de l'ouest, en bordure de l’océan Atlantique qui a pour chef lieu la ville de Divo. Elle a une superficie de 10 650 km2 pour une population estimée à 1 024 376 habitants en 2012 (densité : 96,19 hab./km2). La région a été rebaptisée Lôh-Djiboua en 2011.

## Démographie
| 1988    | 1998    | 2010    | 2012      |
| ------- | ------- | ------- | --------- |
| 503 877 | 682 021 | 972 144 | 1 024 376 |

## Départements et sous-préfectures
- Divo
- Fresco
  - Didoko
  - Gbagbam
  - Lauzoua
  - Ogoudou
  - Dairo-Didizo
- Guitry
- Lakota
  - Goudouko
  - Zikisso
  - Djidji